# Tephritis brunnea
Tephritis brunnea är en tvåvingeart som beskrevs av Hardy och Drew 1996. Tephritis brunnea ingår i släktet Tephritis och familjen borrflugor. Inga underarter finns listade i Catalogue of Life.